# São Domingos (Goiás)
São Domingos é um município brasileiro do estado de Goiás, localizado na região do Leste Goiano, fazendo parte especificadamente da Microrregião do Vão do Paranã. Sua população, conforme censo do IBGE de 2022, é de 9 711 habitantes.
Surgiu como povoado como o nome de Arraial Velho  entre o final do século XVII e início do século XVIII situando se a 2km da atual cidade. Nada mais existe no local. A localidade foi promovida a distrito em 23 de junho de 1835 e por fim sua emancipação como município ocorreu em 14 de outubro de 1854 .
Após a construção da hidrelétrica no rio São Domingos, formou-se um imponente lago que margeia a cidade e que tornou-se um importante ponto turístico. 
Após a construção da hidrelétrica no rio Sâo Domingos, formou-se um grande lago margeando a cidade que tornou-se um belo ponto turístico.